# Dominoteorin
Dominoteorin var en term som användes av främst USA under det kalla kriget. Teorin innebar att om kommunisterna lyckades överta ett land utan att USA ingrep, skulle fler länder riskera att ge efter för kommunisterna eftersom de skulle se att de inte kunde vänta sig någon hjälp. Föll en bricka, ett land, så skulle den dra med sig flera andra i fallet. Namnet dominoteorin användes först av presidenten Dwight D. Eisenhower i en presskonferens 7 april 1954. Han trodde att om Frankrike förlorade kriget i Indokina skulle kommunismen spridas till Burma, Thailand, Malaya och Indonesien. Hotet mot Japan, Filippinerna, Australien och Nya Zeeland skulle vara akut. 
Dominoteorin var en stor anledning till att Vietnamkriget pågick så länge som det gjorde. Kriget visade dock att dominoteorin var felaktig. Trots att kommunisterna vann, fick endast Vietnam, Laos och Kambodja (dvs fd Franska Indokina) kommunistiska ledarskap, och Vietnam störtade det kommunistiska röda khmer-styret i Kambodja och hamnade i krig med Kina. Anhängare till dominoteorin hävdar att just den amerikanska interventionen stoppade en större spridning av kommunismen.

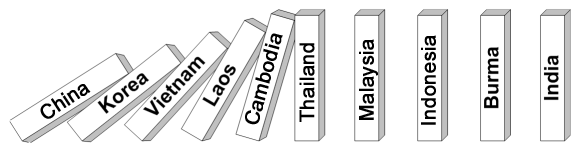
Illustration av dominoteorins förutspådda verkan i Asien.